# Popeia barati
Popeia barati är en ormart som beskrevs av Regenass och Kramer 1981. Popeia barati ingår i släktet Popeia och familjen huggormar. IUCN kategoriserar arten globalt som livskraftig. Inga underarter finns listade i Catalogue of Life.
Enligt Reptile Database är populationen ett synonym till Popeia sabahi/Trimeresurus sabahi.
IUCN godkänner den som art med utbredningsområde på Sumatra, på Mentawaiöarna och på andra mindre öar i regionen. Habitatet utgörs av skogar i låglandet och i bergstrakter. Individerna klättrar i träd. Honor lägger inga ägg utan föder levande ungar.